# 平田智浩
平田 智浩（ひらた ともひろ）は、日本の男性アニメーター、アニメーション演出家、アニメーション監督。
1990年代頃まではキャラクターデザイン・作画を中心に活躍、2003年『PEACE MAKER鐵』で監督デビュー。
また、ライトノベルの挿絵イラストを描くこともあった。
妻はアニメーターの中嶋敦子。

## 参加作品

### アニメーション
- プロジェクトA子（1986年：作画監督補佐、原画）
- エルフ・17（1987年：原画）
- ダーティペア（1988年：OVA 作画監督〈6話〉・原画）
- 冥王計画ゼオライマー（1988年：原画）
- トップをねらえ!（1988年：原画〈1話〉）
- クラッシャージョウ（1989年：作画監督）
- ふしぎの海のナディア（1990年：原画〈1、3話〉）
- ロビンフッドの大冒険（1990年：作画監督・絵コンテ）
- 帝都物語 第一部 魔都篇（1991年：原画）
- Compiler Music Clips in Track down 「KITCHEN DISCOTHEQUE」（1992年：絵コンテ・演出・原画）
- ジャイアントロボ THE ANIMATION -地球が静止する日（1992年：原画〈1話〉）
- 無責任艦長タイラー（1993年：キャラクターデザイン・作画監督・原画）
  - 無責任艦長タイラー MUSIC CLIP（1993年：作画監督・原画・絵コンテ）
  - 無責任艦長タイラー 特別編（1994年：総作画監督）
- H2（1995年：キャラクターデザイン・作画監督・絵コンテ・原画）
- 精霊使い（1995年：原画）
- 赤ちゃんと僕（1996年：原画）
- EAT-MAN（1997年：作画監督・絵コンテ）
- メルティランサー The Animation（1999年：キャラクターデザイン・作画監督・絵コンテ・演出）
- 逮捕しちゃうぞ the MOVIE（1999年：SPECIAL THANKS）
- スターオーシャンEX（2001年：絵コンテ）
- FF：U 〜ファイナルファンタジー:アンリミテッド〜（2001年：デジタルディレクター）
- 機動天使エンジェリックレイヤー（2001年：OP原画・絵コンテ〈13話〉）
- PEACE MAKER鐵（2003年：監督）
- トリニティ・ブラッド（2005年：監督）[1]
- ウィッチブレイド（2006年：ED絵コンテ 演出 原画）
- GLOBARANGE（Panasonic製品GLOBARANGEの商品紹介PRアニメ/2007年：監督）
- ロザリオとバンパイア CAPU2（2008年：OPディレクター・原画〈13話〉）
- シャングリ・ラ（2009年：OP演出 原画・絵コンテ〈5話〉）
- ヱヴァンゲリヲン新劇場版:破（2009年：原画）
- 迷い猫オーバーラン!（9話）（2010年：監督・絵コンテ・演出）
- 薄桜鬼 碧血録（2010年：絵コンテ）
- ジュエルペット サンシャイン（2011年：絵コンテ、OP絵コンテ・演出）
- TIGER & BUNNY（2011年：OP絵コンテ・演出）
- へうげもの（2011年：原画）
- ダンボール戦機W（2012年：絵コンテ）
- トータル・イクリプス（2012年：絵コンテ）
- 進撃の巨人（2013年：絵コンテ）
- 翠星のガルガンティア（2013年：絵コンテ・演出）
- ダンボール戦機ウォーズ（2013年：絵コンテ）
- エスカ&ロジーのアトリエ 〜黄昏の空の錬金術士〜（2014年：ED絵コンテ・演出）
- ハイキュー!!（2014年：絵コンテ）
- ノブナガ・ザ・フール（2014年：絵コンテ）
- 聖剣使いの禁呪詠唱（2015年：絵コンテ）

### ゲーム
- シルエットミラージュ(SS)（1997年：アニメパート作画監督）
- メルティランサーThe 3rd Planet（1999年：キャラクターデザイン）

### 挿絵
- 鷹見陸『双星紀(1)ムーンライト・ビューティー』『双星紀(2)ムーンライト・ウォーリア』（角川スニーカー文庫）
- 吉岡平『宇宙一の無責任男』シリーズ（外伝5、6）『無責任キッズ』『無責任カルテット』『無責任三国志』（富士見ファンタジア文庫）